# العلاقات الأندورية الغرينادية
العلاقات الأندورية الغرينادية هي العلاقات الثنائية التي تجمع بين أندورا وغرينادا.

## مقارنة بين البلدين
هذه مقارنة عامة ومرجعية للدولتين:
| وجه المقارنة                                              | أندورا                                                     | غرينادا                                         |
| --------------------------------------------------------- | ---------------------------------------------------------- | ----------------------------------------------- |
| المساحة (كم2)                                             | 468                                                        | 348                                             |
| عدد السكان (نسمة)                                         | 76.18 ألف                                                  | 107.83 ألف                                      |
| الكثافة السكانية (ن./كم²)                                 | 16.28 ألف                                                  | 30.99 ألف                                       |
| العاصمة                                                   | أندورا لا فيلا                                             | سانت جورجز                                      |
| اللغة الرسمية                                             | اللغة الكتالونية                                           | لغة إنجليزية، لغة غرينادا الكريولية الإنجليزية ‏ |
| العملة                                                    | يورو                                                       | دولار شرق الكاريبي                              |
| الناتج المحلي الإجمالي (بليون دولار)                      | 3.01 مليار                                                 | 1.12 مليار                                      |
| الناتج المحلي الإجمالي (تعادل القوة الشرائية) بليون دولار |                                                            | 1.45 مليار                                      |
| الناتج المحلي الإجمالي الاسمي للفرد دولار أمريكي          |                                                            | 9.21 ألف                                        |
| الناتج المحلي الإجمالي للفرد دولار أمريكي                 |                                                            | 12.43 ألف                                       |
| مؤشر التنمية البشرية                                      | 0.858                                                      | 0.750                                           |
| رمز المكالمات الدولي                                      | +376                                                       | +1473                                           |
| رمز الإنترنت                                              | .ad                                                        | .gd                                             |
| المنطقة الزمنية                                           | ت ع م+01:00، توقيت وسط أوروبا، ت ع م+02:00، أوروبا/أندورا ‏ | 00                                              |

## منظمات دولية مشتركة
يشترك البلدان في عضوية مجموعة من المنظمات الدولية، منها:
| علم المنظمة | اسم المنظمة                   | تاريخ انضمام أندورا | تاريخ انضمام غرينادا |
| ----------- | ----------------------------- | ------------------- | -------------------- |
|             | منظمة الشرطة الجنائية الدولية | ?                   | ?                    |
|             | الأمم المتحدة                 | 28 يوليو 1993       | 17 سبتمبر 1974       |
|             | يونسكو                        | 20 أكتوبر 1993      | 17 فبراير 1975       |
|             | منظمة حظر الأسلحة الكيميائية  | ?                   | ?                    |
|             | الاتحاد الدولي للاتصالات      | 12 نوفمبر 1993      | 17 نوفمبر 1981       |

## وصلات خارجية
- موقع وزارة الخارجية الأندورية